# Championnat du Guatemala de football 1985
Navigation
Saison précédente Saison suivante
La Liga Nacional 1985 est la trente-quatrième édition de la première division guatémaltèque.
Lors de ce tournoi, le Aurora FC a tenté de conserver son titre de champion du Guatemala face aux onze meilleurs clubs guatémaltèques.
Chacun des douze clubs participant était confronté deux fois aux onze autres équipes. Puis les six meilleurs et les six derniers se sont affrontés deux et une fois de plus lors de la seconde phase du championnat.
Seulement deux places étaient qualificatives pour la Coupe des champions de la CONCACAF.

## Les 12 clubs participants
| \| Guatemala: Aurora FC CSD Comunicaciones CSD Municipal Tipografía Nacional Guatemala Cobán Imperial Guatemala Finanzas Industriales Izabal JC CD Jalapa Guatemala Juventud Retalteca Deportivo Suchitepéquez Guatemala Xelaju MC Deportivo Zacapa \| Localisation des clubs engagés dans le championnat. |
| Guatemala: Aurora FC CSD Comunicaciones CSD Municipal Tipografía Nacional Guatemala Cobán Imperial Guatemala Finanzas Industriales Izabal JC CD Jalapa Guatemala Juventud Retalteca Deportivo Suchitepéquez Guatemala Xelaju MC Deportivo Zacapa                                                           |

Ce tableau présente les douze équipes qualifiées pour disputer le championnat 1985. On y trouve le nom des clubs, le nom des stades dans lesquels ils évoluent ainsi que la capacité et la localisation de ces derniers.
| Club                    | Stade                            | Capacité          | Ville          |
| Aurora FC               | Stade de l'Ejército              | 13 300            | Guatemala City |
| Cobán Imperial          | Stade Verapaz                    | 15 000            | Cobán          |
| CSD Comunicaciones      | Stade Mateo Flores               | 30 000            | Guatemala City |
| Finanzas Industriales   | Stade Municipal Amatitlan        | 12 000            | Amatitlán      |
| Izabal JC (en)          | Stade Roy Fearon                 | 8 000             | Puerto Barrios |
| CD Jalapa               | Stade Las Flores                 | 15 000            | Jalapa         |
| CSD Municipal           | Stade Mateo Flores               | 30 000            | Guatemala City |
| Juventud Retalteca      | Stade Óscar Monterroso Izaguirre | 8 000             | Retalhuleu     |
| Deportivo Suchitepéquez | Stade Carlos Salazar Hijo        | 12 000            | Mazatenango    |
| Tipografía Nacional     | Stade La Pedrera                 | Capacité inconnue | Guatemala City |
| Xelaju MC               | Stade Mario Camposeco            | 11 000            | Quetzaltenango |
| Deportivo Zacapa        | Stade David Ordoñez Bardales     | 10 000            | Zacapa         |

## Compétition
La compétition se déroule en deux phases:
- Le phase régulière : vingt-deux journées de championnat.
- La seconde phase : dix journées de championnat entre les six meilleures et cinq journées entre les six moins bonnes équipes de la phase régulière.

### Phase régulière
Lors de la phase régulière les douze équipes affrontent à deux reprises les onze autres équipes selon un calendrier tiré aléatoirement.
Les six meilleures équipes sont qualifiées pour le groupe des champions et les six moins bonnes pour le groupe de relégation.
Le classement est établi sur l'ancien barème de points (victoire à 2 points, match nul à 1, défaite à 0).
Le départage final se fait selon les critères suivants :
- Le nombre de points.
- La différence de buts générale.
- Le nombre de buts marqué.

#### Classement
| Rang | Équipe                  | Pts | J  | G  | N  | P  | Bp | Bc | Diff |
| ---- | ----------------------- | --- | -- | -- | -- | -- | -- | -- | ---- |
| 1    | Aurora FC T             | 31  | 22 | 11 | 9  | 2  | 33 | 14 | +19  |
| 2    | CSD Comunicaciones      | 30  | 22 | 11 | 8  | 3  | 33 | 16 | +17  |
| 3    | Cobán Imperial          | 26  | 22 | 7  | 12 | 3  | 27 | 12 | +15  |
| 4    | Deportivo Suchitepéquez | 25  | 22 | 8  | 9  | 5  | 27 | 16 | +11  |
| 5    | Juventud Retalteca      | 23  | 22 | 9  | 5  | 8  | 34 | 21 | +13  |
| 6    | Tipografía Nacional     | 22  | 22 | 7  | 8  | 7  | 24 | 24 | 0    |
| 7    | Finanzas Industriales   | 20  | 22 | 5  | 10 | 7  | 23 | 25 | -2   |
| 8    | Izabal JC (en)          | 20  | 22 | 7  | 6  | 9  | 18 | 23 | -5   |
| 9    | CSD Municipal           | 20  | 22 | 5  | 10 | 7  | 20 | 39 | -19  |
| 10   | Xelaju MC               | 18  | 22 | 4  | 10 | 8  | 22 | 36 | -14  |
| 11   | Deportivo Zacapa P      | 16  | 22 | 4  | 8  | 10 | 19 | 30 | -11  |
| 12   | CD Jalapa               | 13  | 22 | 5  | 3  | 14 | 15 | 39 | -24  |

| Légende : Qualifications et relégations | Légende : Qualifications et relégations     |
| --------------------------------------- | ------------------------------------------- |
|                                         | Qualifié pour le groupe des champions       |
|                                         | Qualifié pour le groupe de relégation       |
|                                         | T Tenant du titre P Promu de la saison 1984 |

### Groupe des champions
Lors de la seconde phase les six équipes de chaque groupe affrontent à deux reprises pour les champions et une fois pour la relégation les cinq autres équipes de leur groupe selon un calendrier tiré aléatoirement.
Le dernier du groupe de relégation est relégué en Primera División de Guatemala.
Le classement est établi sur l'ancien barème de points (victoire à 2 points, match nul à 1, défaite à 0).
Le départage final se fait selon les critères suivants :
- Le nombre de points.
- La différence de buts générale.
- Le nombre de buts marqué.

#### Classement
| Rang | Équipe                  | Pts | J  | G | N | P | Bp | Bc | Diff |
| ---- | ----------------------- | --- | -- | - | - | - | -- | -- | ---- |
| 1    | CSD Comunicaciones      | 14  | 10 | 5 | 4 | 1 | 13 | 4  | +9   |
| 2    | Juventud Retalteca      | 14  | 10 | 5 | 4 | 1 | 19 | 8  | +11  |
| 3    | Deportivo Suchitepéquez | 10  | 10 | 3 | 4 | 3 | 11 | 10 | +1   |
| 4    | Tipografía Nacional     | 9   | 10 | 2 | 5 | 3 | 6  | 14 | -8   |
| 5    | Aurora FC T             | 8   | 10 | 3 | 2 | 5 | 8  | 11 | -3   |
| 6    | Cobán Imperial          | 5   | 10 | 1 | 3 | 6 | 7  | 17 | -10  |

| Rang | Équipe                | Pts | J | G | N | P | Bp | Bc | Diff |
| ---- | --------------------- | --- | - | - | - | - | -- | -- | ---- |
| 7    | Izabal JC (en)        | 7   | 5 | 3 | 1 | 1 | 8  | 3  | +5   |
| 8    | Xelaju MC             | 7   | 5 | 3 | 1 | 1 | 7  | 5  | +2   |
| 9    | CSD Municipal         | 5   | 5 | 2 | 1 | 2 | 7  | 6  | +1   |
| 10   | Finanzas Industriales | 5   | 5 | 2 | 1 | 2 | 5  | 5  | 0    |
| 11   | CD Jalapa             | 3   | 5 | 1 | 1 | 3 | 5  | 9  | -4   |
| 12   | Deportivo Zacapa P    | 3   | 5 | 1 | 1 | 3 | 3  | 7  | -4   |

| Légende : Qualifications et relégations | Légende : Qualifications et relégations                             |
| --------------------------------------- | ------------------------------------------------------------------- |
|                                         | Coupe des champions de la CONCACAF 1986 (2e Tour de qualification)  |
|                                         | Coupe des champions de la CONCACAF 1986 (1er Tour de qualification) |
|                                         | Relégué en Primera División de Guatemala                            |
|                                         | T Tenant du titre P Promu de la saison 1984                         |

## Bilan du tournoi
| Championnat du Guatemala de football 1985                 |                    |
| Champion                                                  | CSD Comunicaciones |
| Dauphin                                                   | Juventud Retalteca |
| Coupes et trophées                                        |                    |
| Vainqueur Copa Verano                                     | Juventud Retalteca |
| Qualifications continentales                              |                    |
| Coupe des champions 1986 (Deuxième tour de qualification) | Juventud Retalteca |
| Coupe des champions 1986 (Premier tour de qualification)  | CSD Comunicaciones |
| Promotions et relégations                                 |                    |
| Promus en Liga Nacional de Guatemala                      | CSD Galcasa        |
| Relégués en Primera División de Guatemala                 | CD Jalapa          |